# Лопатино (Хвойнинський район)
Лопатино (рос. Лопатино) — присілок в Хвойнинському районі Новгородської області Російської Федерації.
Населення становить 1 особу. Входить до складу муніципального утворення Пєське сільське поселення.

## Історія
Від 2005 року входить до складу муніципального утворення Пєське сільське поселення

## Населення
| 2009 | 2010 |
| ---- | ---- |
| 2    | ↘1   |